# The Twin Bracelets
Pour plus de détails, voir Fiche technique et Distribution.
The Twin Bracelets (雙鐲, Shuang zhuo) est un film hong-kongais réalisé par Wong Yuk-San, sorti le 6 juin 1991.

## Synopsis
L'histoire de deux amies qui jurent de devenir bonnes sœurs quoi qu'il arrive. Mais lorsqu'une des deux femmes décide d'avancer dans la vie et que l'autre non, la tragédie se met alors en place...

## Fiche technique
- Titre : The Twin Bracelets
- Titre original : 雙鐲 (Shuang zhuo)
- Réalisation : Wong Yuk-san
- Scénario : Lau Tin-chi
- Production : T. C. Lau
- Musique : Fabio Carli et Law Dai-yau
- Photographie : Bob Thompson
- Montage : Cheung Kwok-kuen
- Pays d'origine : Hong Kong
- Format : Couleurs - 2,35:1 - Mono - 35 mm
- Genre : Drame
- Durée : 91 minutes
- Date de sortie : 6 juin 1991 (Hong Kong)

## Distribution
- Vivian Chen : Hui-hua
- Michael Dao : le frère de Hui-hua
- Roger Kwok : Kuang
- Winnie Lau : Hsiu
- Wong Yut-fei : l'homme qui chante

## Autour du film
- Chi si gu yan loi, titre de la chanson qui a remporté le prix, est interprétée par Anita Mui, déjà élue quatre fois meilleure actrice dans différents festivals, et qui a également remporté deux autres prix de la meilleure chanson. En 1989 pour Rouge, et en 1994 pour Heroic Trio.

## Récompenses
- Prix du meilleur film lors du Festival International Gay et Lesbien de San Francisco 1992.
- Prix de la meilleure chanson lors des Hong Kong Film Awards 1992.